# Stare Kurpiewskie
Stare Kurpiewskie – nieoficjalna część wsi Kurpiewskie w Polsce położona w województwie mazowieckim, w powiecie ostrołęckim, w gminie Lelis.
Dawniej Kurpiewskie Stare.
Wierni kościoła rzymskokatolickiego należą do parafii Miłosierdzia Bożego w Łęgu Starościńskim.

## Historia
W latach 1921–1931 wieś leżała w województwie białostockim, w powiecie ostrołęckim, w gminie Nasiadki (od 1931 w gminie Durlasy).
Według Powszechnego Spisu Ludności z 1921 roku wieś zamieszkiwało 56 osób w 10 budynkach mieszkalnych. Miejscowość należała do parafii rzymskokatolickiej w Ostrołęce. Podlegała pod Sąd Grodzki w Ostrołęce i Okręgowy w Łomży; właściwy urząd pocztowy mieścił się w Ostrołęce.
W wyniku agresji niemieckiej we wrześniu 1939 wieś znalazła się pod okupacją niemiecką. Od 1939 do wyzwolenia w 1945 włączona w skład Landkreis Scharfenwiese, rejencji ciechanowskiej Prus Wschodnich III Rzeszy.
W latach 1975–1998 miejscowość administracyjnie należała do województwa ostrołęckiego.